# Аконкагуа
Аконка́гуа (ісп. Aconcagua, ісп. вимова: [akoŋˈkaɣwa], Аконкагва) — гора в Аргентинських Андах у провінції Мендоса, найвищий пік Америки (висота — 6962 м). Також є найвищою вершиною південної і західної півкулі.
Гора утворилася внаслідок субдукції плити Наска під Південноамериканську плиту протягом геологічно недавнього андійського орогенезу; однак вона не є вулканом.

## Розміщення
Розміщена в центральній частині Анд (Головна Кордильєра) на території Аргентини. Обмежена гірськими хребтами Вальє-де-лас-Вакас на півночі і сході Вальє-де-лос-Орконес-Інферіоре на півдні та заході. Аконкагуа розташовується на території «Провінційного парку Аконкагуа», провінції Мендоса. Гора повністю розташовується в Аргентині, на відміну від багатьох інших Андських піків, що розташовані на кордоні з Чилі. За сезон (з грудня по березень) її зазвичай відвідують 6—7 тисяч туристів.
Складена з андезитів. Аконкагуа оточують сім льодовиків, найбільшими з яких є північно-східний (або Льодовик Поляків) і східний (Льодовик Англійців); загальна площа зледеніння 80 км².

## Назва
Походження назви досі остаточно невідоме. Основними гіпотезами є те, що воно походить від мапудунґунського слова Aconca-Hue або з мови кечуа Ackon Cahuak.

## Підкорення вершини
Аконкагуа, як найвища вершина Південної Америки, входить до складу альпіністського проєкту «Сім вершин».
Еквадорець швейцарського походження, Карл Еглофф, побив рекорд Кіліана у швидкісному забігу на Аконкагуа. Його час становив 11 год 52 хв проти 12 год 50 хв каталанської зірки світового скайраннінгу.
Перша відома в історії спроба сходження на гору було здійснена у 1897 році експедицією англійця Едварда Фіцджеральда. Пік уперше був підкорений Матіасом 3урбріґґеном 14 січня 1897 року.
Перше жіноче сходження було зроблене Адрієн Банс з Франції 7 березня 1940 року з членами «Андіністського Клубу Мендоси». Перше зимове сходження здійснили з 11 по 15 вересня 1953 року аргентинці Уерта, Васалья і Годой.
Наймолодшою людиною, яка підкорила Аконкагуа, був Тайлер Армстронг (англ. Tyler Armstrong) з Каліфорнії, який піднявся на вершину у 10-річному віці 24 грудня 2013 року. Найстаріший підкорювач вершини — Скот Льюїс (англ. Scott Lewis), який досягнув вершини 26 листопада 2007 року у 87-річному віці.
На Аконкагуа загинули 135 альпіністів, більшість через ускладнення висотної хвороби, також через падіння, серцеві напади та гіпотермію. Перший смертельний випадок стався з австрійцем Степанеком у 1926 році. У середньому на Аконкагуа щороку гинуть три альпіністи.
Перед сходженням на гору альпіністи повинні купити пропуск у місцевої влади провінційного парку Аконкагуа у Мендосі. Ціни змінюються залежно від сезону.

## Маршрути сходження

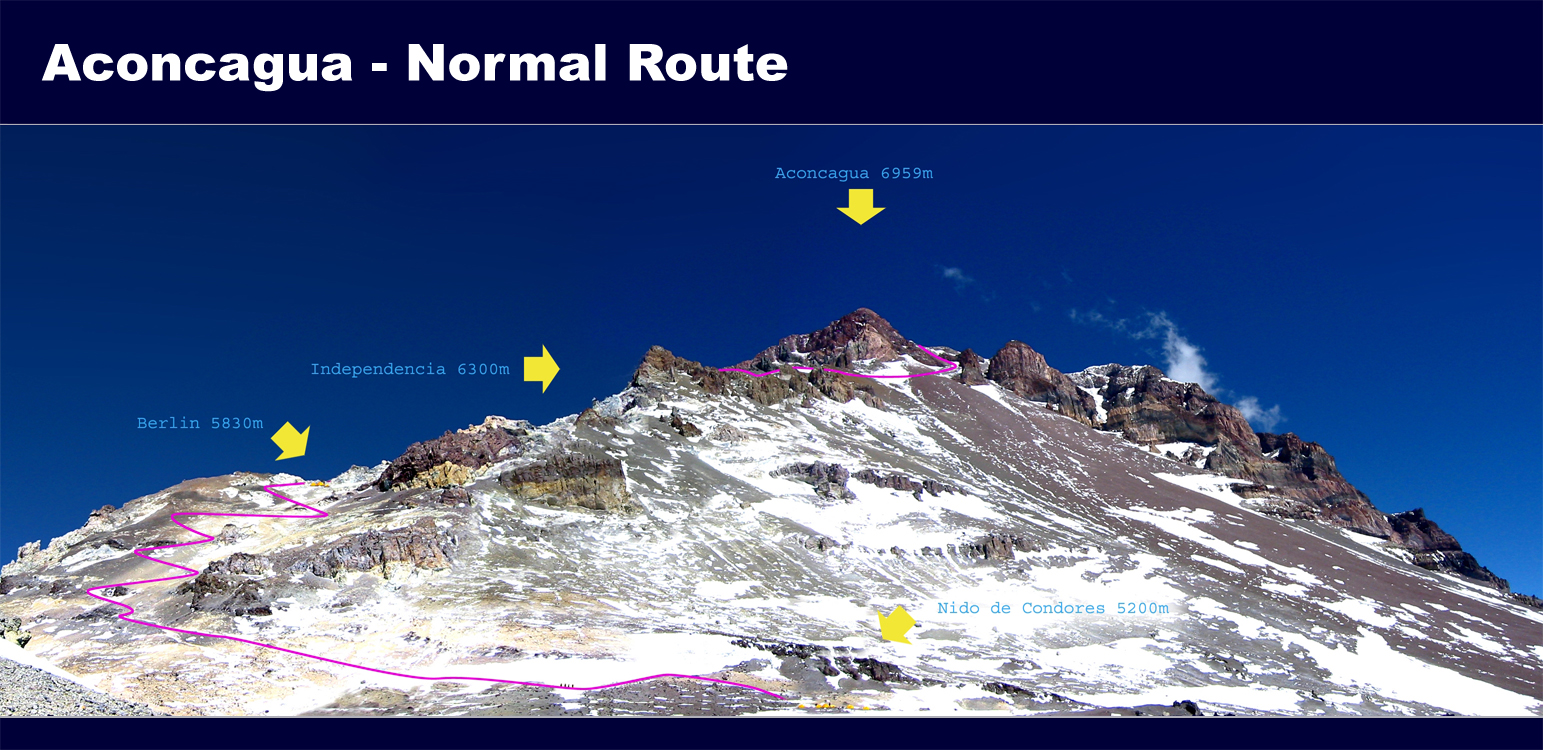
Звичайний маршрут сходження на Аконкагуа

Сходження на гору за найпростішим маршрутом здійснюється через наступні проміжні точки (дані про висоту приблизні):
- Міст Інків (Puente Del Inca) — 2719 м.
- Конфлуенсія (Confluencia) — 3500 м.
- Пласа-де-Мулас (Plaza de Mulas) — 4370 м.
- Пласа Канада (Plaza Canada) 24 — 4910 м.
- Нідо-де-Кондорес (Nido de Cóndores) — 5380 м.
- Берлін (Berlín) — 5950 м.
- Олера (Holera) — 5900 м.
- Кумбре (Cumbre) (вершина) — 6962 м.

## Галерея

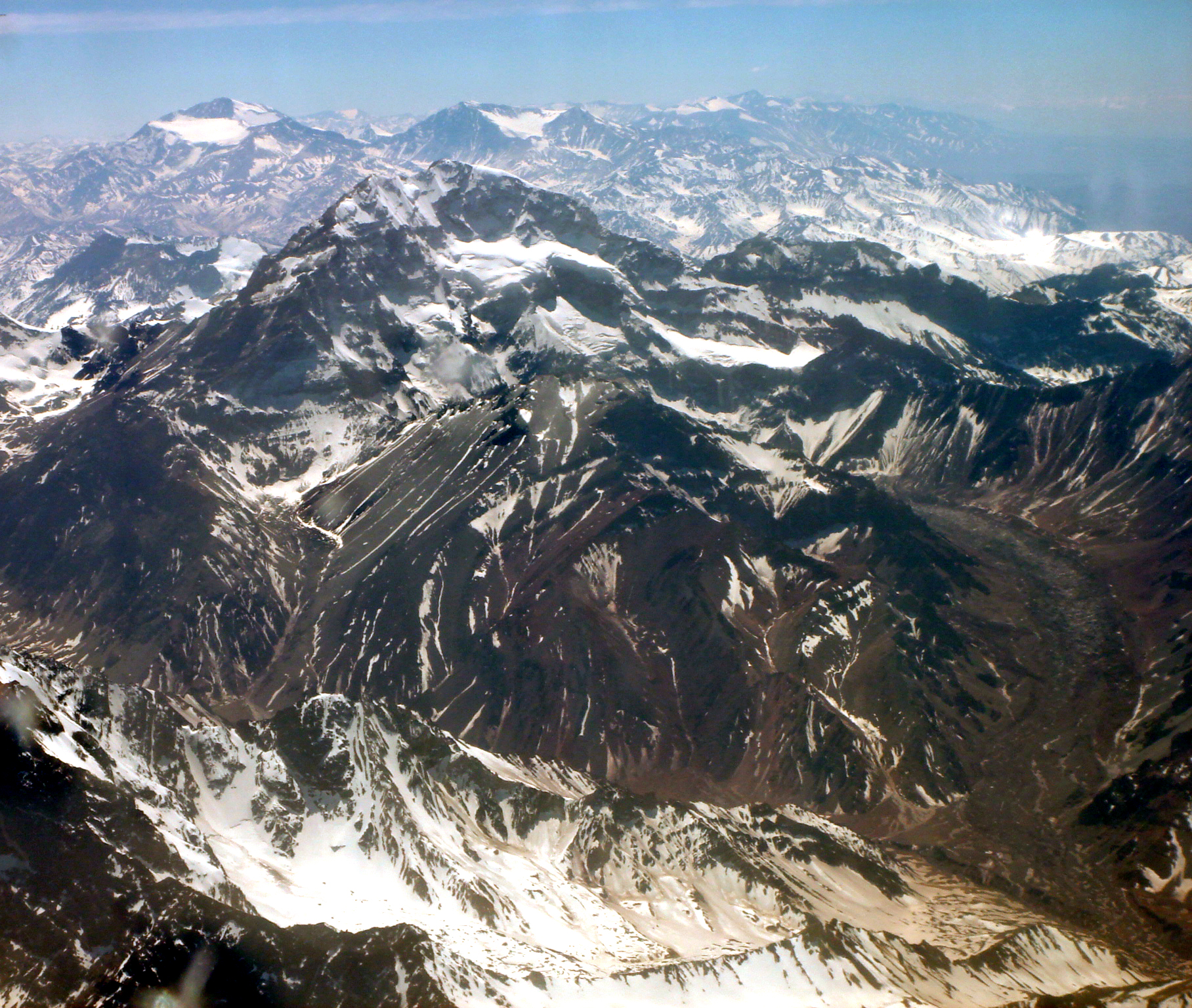
Вид з повітря на Аконкагуа з боку Чилі.
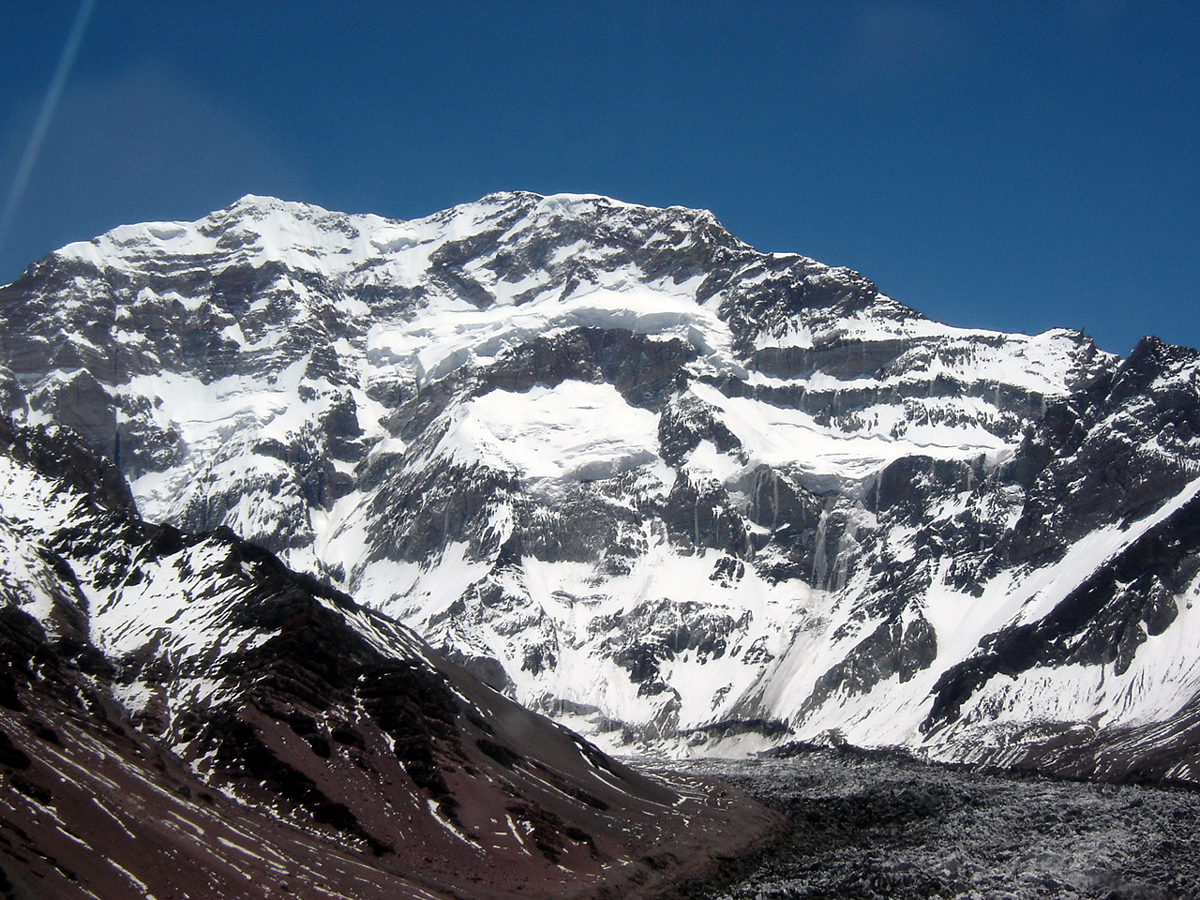
Підніжжя гори Аконкагуа з боку Аргентини
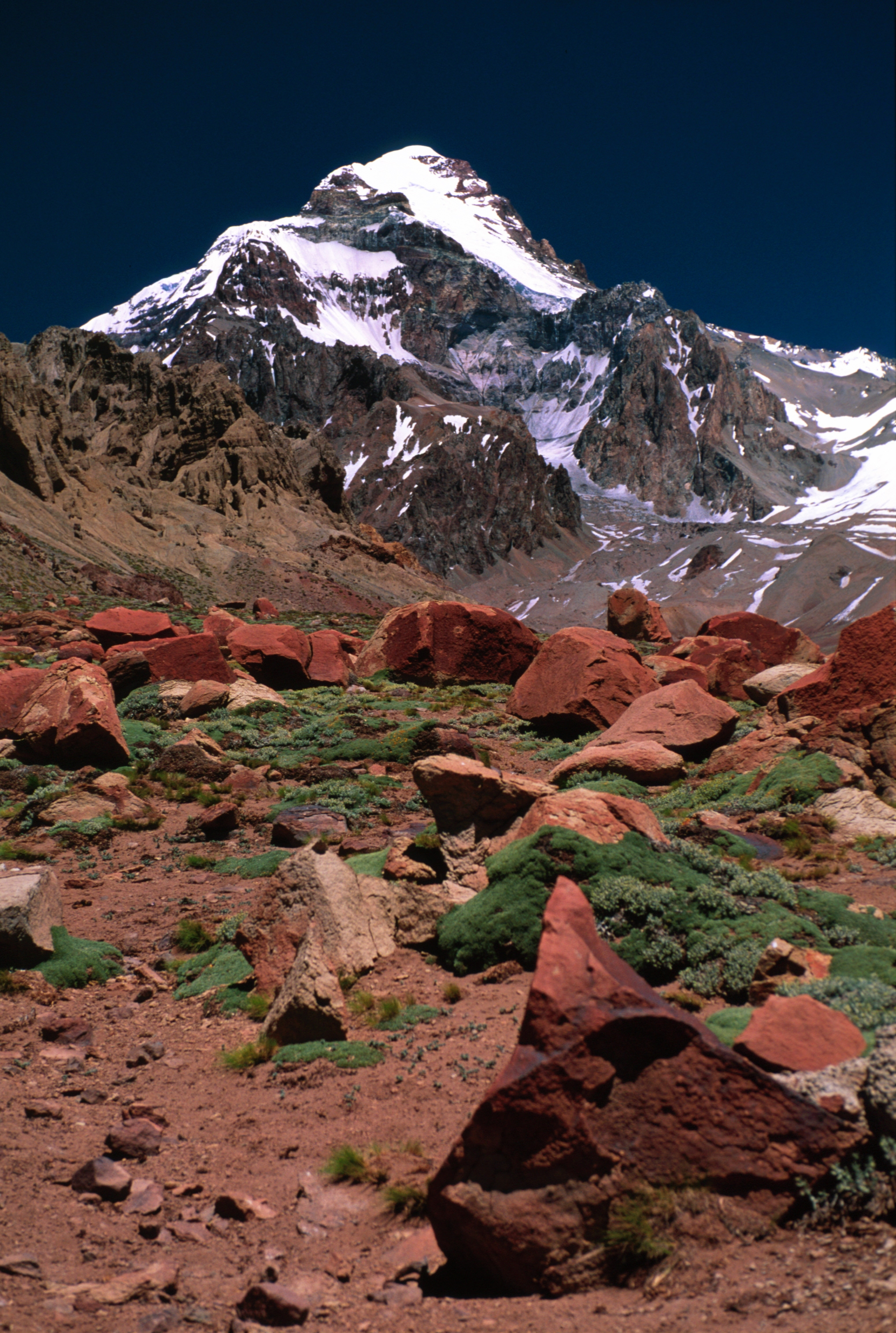
Аконкагуа 2005 рік
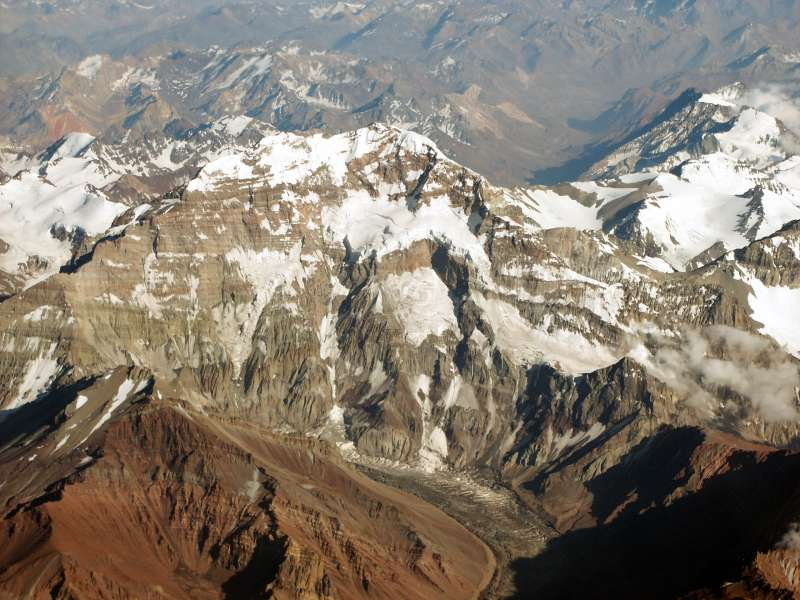
Аконкагуа, 2004 рік
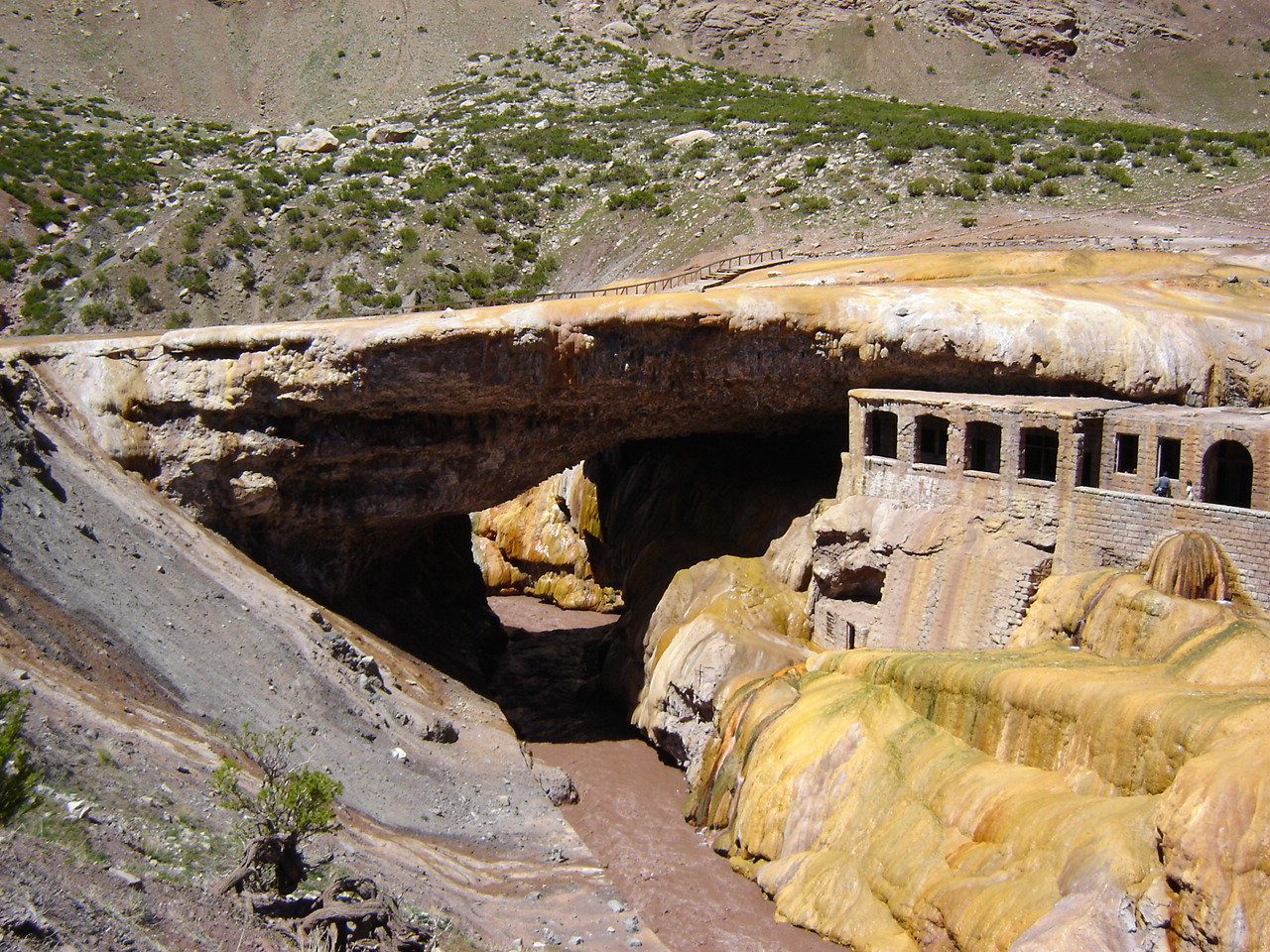
Міст Інків
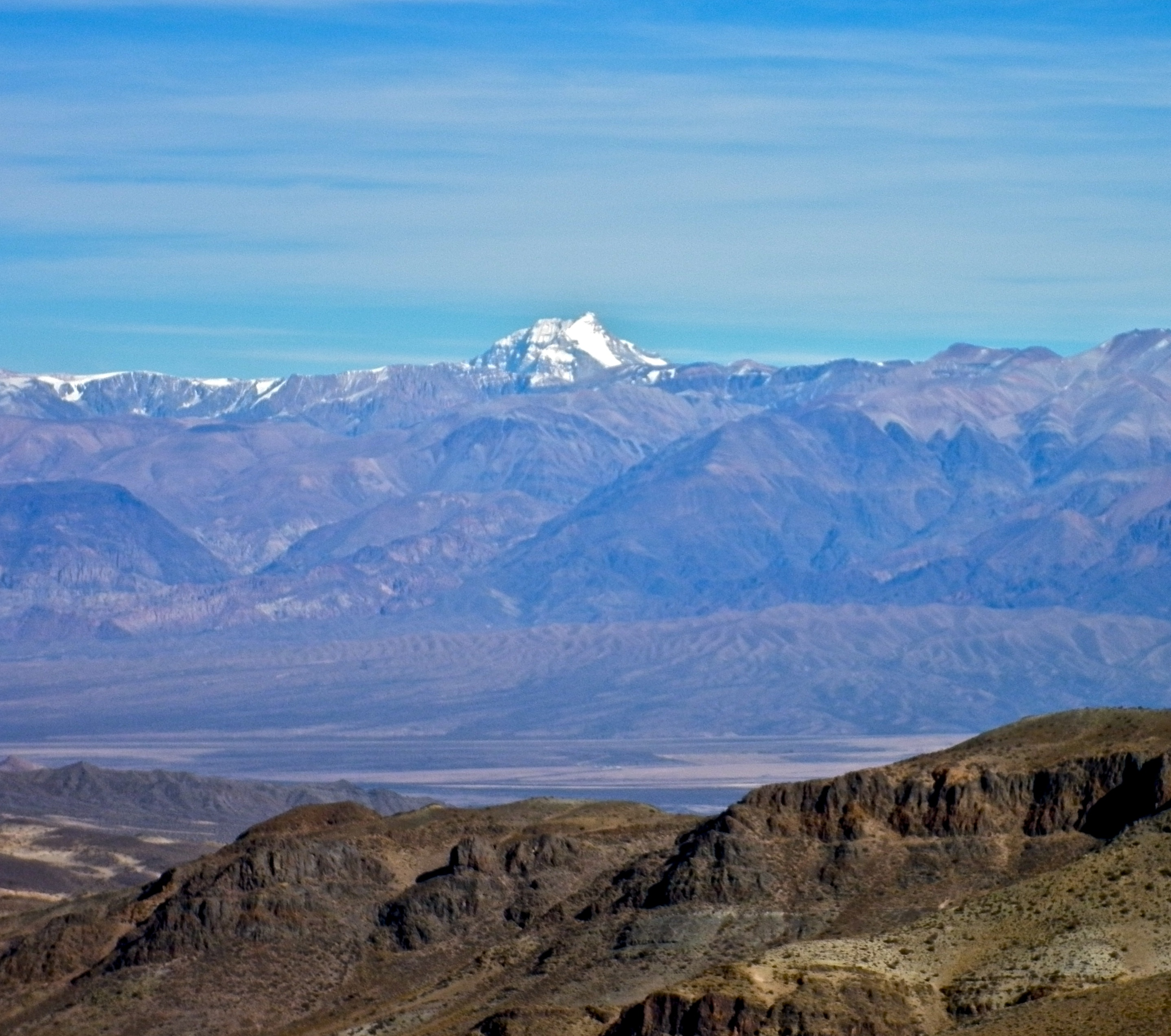
Гора Аконкагуа в Аргентини
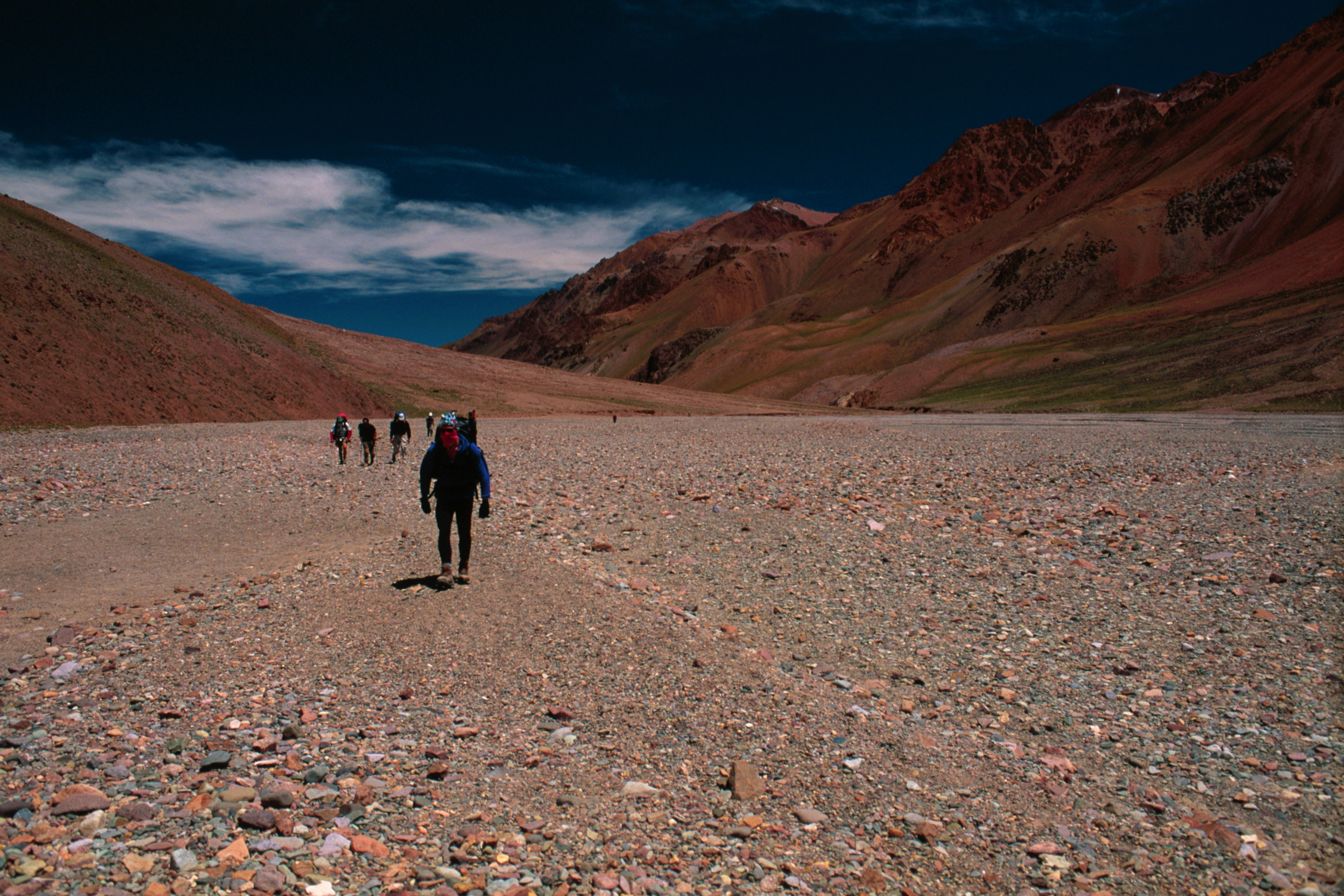
Сходження на Аконкагуа